# Epitonium minuticostatum
Epitonium minuticostatum is een slakkensoort uit de familie van de Epitoniidae. De wetenschappelijke naam van de soort is voor het eerst geldig gepubliceerd in 1912 door de Boury.